# Spilosoma guttata
Spilosoma guttata là một loài bướm đêm thuộc phân họ Arctiinae, họ Erebidae.